# Bouton du mandarin
Ne doit pas être confondu avec Bouton de mandarin.
Le bouton du mandarin est une expérience de pensée consistant à se demander comment on agirait si on pouvait par un simple acte de volonté, sans quitter Paris et sans jamais être suspecté, tuer un vieux mandarin habitant Pékin et dont la mort nous apporterait un bénéfice. Elle est souvent attribuée à tort à Jean-Jacques Rousseau.

## Historique
Cette expérience de pensée fut attribuée à Rousseau par Honoré de Balzac dans Le Père Goriot. En effet il fait dire à son personnage Eugène de Rastignac :

« As-tu lu Rousseau ? […] Te souviens-tu de ce passage où il demande à son lecteur ce qu'il ferait au cas où il pourrait s'enrichir en tuant à la Chine par sa seule volonté un vieux mandarin, sans bouger de Paris ? »

Mais il semble que Balzac l'ait en fait empruntée à Chateaubriand dans Génie du christianisme  :

« Ô conscience ! ne serais-tu qu'un fantôme de l'imagination, ou la peur des châtiments des hommes ? je m'interroge ; je me fais cette question : “Si tu pouvais, par un seul désir, tuer un homme à la Chine et hériter de sa fortune en Europe, avec la conviction surnaturelle qu'on n'en saurait jamais rien, consentirais-tu à former ce désir ?” »

Sigmund Freud la cite à son tour dans Considérations actuelles sur la guerre et sur la mort pour analyser les motivations inconscientes pouvant pousser l'individu à accepter, voire à participer, aux horreurs de la guerre :

« Dans le Père Goriot, Balzac cite un passage de Rousseau, dans lequel celui-ci demande au lecteur ce qu'il ferait si, sans quitter Paris et, naturellement, avec la certitude de ne pas être découvert, il pouvait, par un simple acte de volonté, tuer un vieux mandarin habitant Pékin et dont le mort lui procurerait un grand avantage. Il laisse deviner qu’il ne donnerait pas bien cher pour la vie de ce dignitaire. “Tuer le mandarin” est devenu alors une expression proverbiale de cette disposition secrète, inhérente même aux hommes de nos jours. »

Le terme de « bouton » est souvent utilisé pour renforcer la désinvolture avec laquelle pourrait s'accomplir ce meurtre avec impunité garantie. Georges Bernanos fera remarquer dans La France contre les robots : « un soudard pouvait jadis tuer une femme, dix, vingt, sans états d’âme. Mais cent ? Mais mille ? La lassitude, à défaut d’écœurement l’aurait empêché de continuer. De nos jours, le pilote d’un bombardier peut déclencher la mort de cent mille personnes par un geste aussi peu chargé émotionnellement que celui consistant à boire une tasse de thé. »
Mais il semble que ce soit au philosophe Alain (Émile Chartier) que l'on doive le terme précis de « mandarin ». Dans son Propos sur le bonheur daté du 27 décembre 1910, il écrit : « Chacun, à toute minute, tue le mandarin ; et la société est une merveilleuse machine qui permet aux bonnes gens d'être cruels sans le savoir. » Cette paternité est toutefois sujette à caution, Balzac utilisant deux fois consécutivement le terme « mandarin » dans Le Père Goriot (1834-1835), alors qu'Alexandre Dumas (qui attribue également la métaphore à Rousseau) le fait en 1844 dans Le comte de Monte-Cristo : « Le mauvais côté de la pensée humaine sera toujours résumé par ce paradoxe de Jean-Jacques Rousseau, vous savez : « Le mandarin qu’on tue à cinq mille lieues en levant le bout du doigt. »

## Postérité
Richard Matheson s'en inspire sans doute pour écrire en 1970 sa nouvelle Button, button, adaptée en 1986 sous la forme d'un épisode de La Cinquième Dimension, puis d'un film, The Box, en 2009[réf. nécessaire].

## Articles liés
- Expérience de Milgram
- Empathie